# Lithophyllum californiense
Lithophyllum californiense Heydrich, 1901 é o nome botânico de uma espécie de algas vermelhas pluricelulares do gênero Lithophyllum, família Corallinaceae.
- São algas marinhas encontradas na Baixa Califórnia, México.

## Sinonímia
- Não apresenta sinônimos.